# Doleț, Tărgoviște
Doleț (în bulgară Долец) este un sat în comuna Popovo, regiunea Tărgoviște,  Bulgaria. 

## Demografie
Componența etnică a satului Doleț
     Bulgari (97,72%)
     Nicio identificare (2,27%)
     Altele (0%)
La recensământul din 2011, populația satului Doleț era de 44 locuitori. Din punct de vedere etnic, majoritatea locuitorilor (97,72%) erau bulgari. Pentru 2,27% din locuitori nu este cunoscută apartenența etnică.